# سیارک ۲۰۲۸۶
سیارک ۲۰۲۸۶ (به انگلیسی: 20286 Michta، نامگذاری:1998FT59) بیست هزار و دویست و هشتاد و ششمین سیارک کشف شده‌است که در ۲۰ مارس ۱۹۹۸ کشف شد.
قدر مطلق سیارک برابر ۱۱.۷ است.